# مراد المبروک
مراد المبروک (انگلیسی: Mourad El Mabrouk؛ زادهٔ ۱۹ اکتبر ۱۹۸۶) بازیکن بسکتبال اهل تونس است.
وی در مسابقات کشوری و بین‌المللی در مجموع برندهٔ ۲ مدال طلا شده‌است.